# Cirsium dirmilense
Cirsium dirmilense là một loài thực vật có hoa trong họ Cúc. Loài này được R.M.Burton mô tả khoa học đầu tiên năm 1996.